# Roberto DaMatta
Roberto Augusto DaMatta OMC • ONM  (Niterói, 29 de julho de 1936) é um antropólogo, conferencista, filósofo, consultor, colunista de jornal e produtor brasileiro de TV.
Atualmente, é Professor Titular de Antropologia Social do Departamento de Ciências Sociais da Pontifícia Universidade Católica do Rio de Janeiro (PUC-RiO) e Professor Emérito da Universidade de Notre Dame, ocupando a cátedra Reverendo Edmund P. Joyce.
É membro da Academia de Artes e Ciências dos Estados Unidos, da Academia Brasileira de Ciências (ABC) e do Instituto Histórico e Geográfico Brasileiro (IHGB).

## Biografia

### Primeiros anos e formação acadêmica
Roberto nasceu no munícipio de Niterói, na Região Metropolitana do Rio de Janeiro no ano de 1936. Formou-se ano de 1962, no curso de História da Universidade Federal Fluminense (UFF), obtendo diplomas em duas modalidades, bacharel e licenciatura. Após a conclusão da graduação, realizou um curso de especialização em Antropologia na Universidade Federal do Rio de Janeiro (UFRJ) no Museu Nacional.
Mudou-se para os Estados Unidos, onde realizou seu mestrado na Universidade Harvard sob orientação do pesquisador David Maybury-Lewis onde estudou o povo indígena Apinajés. Em seu doutorado, realizado em 1971, Matta estudou ainda mais a fundo a estrutura social desse povo indígena.

### Carreira
Retornando ao Brasil, tornou-se chefe de departamento em antropologia social do Museu Nacional, cargo que ocupou por quatro anos. Voltou aos Estados Unidos, para lecionar na Universidade de Notre Dame, instituição que tornou-se professor emérito.
No ano de 1974, Oswaldo Caldeira realizou para o Ministério da Educação e Cultura, com finalidades didáticas, o documentário de média metragem Aukê. O filme é uma aula de Antropologia, baseada em um estudo feito quatro anos antes por Roberto chamado Mito e anti-mito entre os Timbira, que conta o surgimento do homem branco do ponto de vista indígena. O próprio Roberto apresenta e explica seu trabalho ao longo do filme, que foi selecionado e exibido no Festival de Brasília de 1975.
Sua obra deu ensejo para que Da Matta se tornasse um dos grandes nomes das Ciências Sociais no país, sendo autor de diversas obras de referência na Antropologia, Sociologia e Ciência Política, como Carnavais, Malandros e Heróis, A casa e a rua e O que faz o brasil, Brasil?. Foi pioneiro nos estudos de rituais e festivais em sociedades industriais, tendo investigado o Brasil como sociedade e sistema cultural por meio do carnaval, do futebol, da música, da comida, da cidadania, da mulher, da morte, do jogo do bicho e das categorias de tempo e espaço.
Foi o primeiro convidado do programa Manhattan Connection, criado pelo jornalista Lucas Mendes. No ano de 2013, esteve no programa na edição de vinte anos do programa.
Atualmente, é professor da Pontifícia Universidade Católica do Rio de Janeiro (PUC-Rio) e é colunista de jornais de grande circulação nacional como o O Globo e O Estado de S. Paulo.

## Reconhecimentos
No ano de 2002, recebeu a Grã-Cruz da Ordem Nacional do Mérito Científico e a Ordem do Mérito Cultural (OMC) durante o governo de Fernando Henrique Cardoso.
No ano de 2017, recebeu duas medalhas: A Medalha “Marechal Trompowsky”, pelos relevantes serviços prestados à educação no âmbito militar e A medalha de Comendador, da Ordem do Mérito Judiciário do Tribunal Regional do Trabalho.

## Influências
Uma das maiores influências de Roberto é o antropólogo estadunidense David Maybury-Lewis (grande especialista da etnia Xavante), a quem auxiliou durante seus estudos na Universidade Harvard entre as décadas de 60 e 70. A obra de Roberto também estabelece importantes diálogos com os franceses Claude Lévi-Strauss, Louis Dumont, Émile Durkheim e Alexis de Tocqueville (este, amplamente citado no famoso ensaio sobre o "Sabe com quem está falando?" e o "jeitinho"), o escocês Victor Turner e, especialmente, com os brasileiros Sérgio Buarque de Holanda, Gilberto Freyre e Roberto Cardoso de Oliveira.

## Síntese de pensamento
Estudioso do Brasil, de seus dilemas e de suas contradições bem como de seu potencial e de suas soluções, Roberto não se afasta de seu País mesmo ao desenvolver outros temas. A comparação com o Brasil é inevitável em suas obras.
O antropólogo revela o Brasil, o seu povo e a sua cultura através de suas festas populares, manifestações religiosas, literatura e arte, desfiles carnavalescos e paradas militares, leis e regras (quando respeitadas e quando desobedecidas), costumes e esportes.
Surge daí um Brasil complexo, que não se submete a uma fórmula ou esquema único. Para Roberto, o Brasil é tão diversificado como diversificados são os rituais, conjunto de práticas consagradas pelo uso ou pelas normas, a que os brasileiros se entregam.
Todos esses temas são abordados em sua relação com duas espécies de sujeito – o indivíduo e a pessoa –, e situados em dois tipos de espaço social, a casa e a rua.
A distinção entre indivíduo e pessoa é bem demarcada em seu original trabalho sobre a conhecida e ameaçadora pergunta: Você sabe com quem está falando?. Os seres humanos que se sentem autorizados a se dirigir dessa forma aos outros, colocam-se na posição de pessoas: são titulares de direito, são alguém no contexto social. Os seres humanos a quem tal pergunta é dirigida são, para as pessoas, meros indivíduos, mais um na multidão, um número.
A rua é o espaço público. Como é de todos, não é de ninguém: logo, tem-se ali um espaço hostil onde não valem as leis e os princípios éticos, a não ser sob a vigilância da autoridade. A convivência na rua depende de uma negociação constante entre iguais e desiguais. A casa, considerada num sentido amplo, é o espaço privado por excelência, onde estão “os nossos”, que devem ser protegidos e favorecidos, e aqui Roberto retoma e atualiza o conceito de homem cordial de Sérgio Buarque de Holanda.

## Obra
- Índios e castanheiros (com Roque de Barros Laraia) - 1967
- Ensaios de antropologia cultural - 1975
- Um mundo dividido: a estrutura social dos índios Apinayé - 1976 (em inglês, 1982)
- Carnavais, malandros e heróis - 1979 (em francês, 1983; em inglês, 1991)
- Universo do carnaval: imagens e reflexões - 1981
- Relativizando: uma introdução à antropologia social, 1981
- O que faz o brasil, Brasil? - 1984
- A casa e a rua: espaço, cidadania, mulher e morte no Brasil - 1984 (em 2000, foi lançada a 11ª edição)
- Explorações: ensaios de sociologia interpretativa - 1986
- Conta de mentiroso: sete ensaios de antropologia brasileira - 1993
- Torre de Babel: ensaios, crônicas, críticas, interpretações e fantasias -  1996
- Águias, burros e borboletas: um ensaio antropológico sobre o jogo do bicho - 1999
- Profissões industriais na vida brasileira - 2003
- Tocquevilleanas, notícias da América - 2005
- A bola corre mais que os homens: duas Copas - 2006
- Fé em Deus e pé na tábua: como e por que o trânsito enlouquece no Brasil - 2011
- Brasileirismos: Além do jornalismo, aquém da antropologia e quase ficção - 2015
- Fila e Democracia - 2017

Além de sua obra em livros, Roberto possui centenas de artigos e ensaios em revistas científicas e coletâneas bem como verbetes em dicionários e enciclopédias no Brasil e no exterior, publicados a partir de 1963. Mantém uma coluna semanal no jornal carioca O Globo.

## Séries para televisão
- Os brasileiros (Rede Manchete, 1983, autoria e produção)
- Nossa Amazônia (Rede Bandeirantes, 1985, autoria) - direção de Cacá Diegues